# Thiago Motta
Thiago Motta Santon Olivares (* 28. August 1982 in São Bernardo do Campo, Brasilien) ist ein brasilianisch-italienischer Fußballtrainer und ehemaliger -spieler. Zuletzt war er Cheftrainer bei Juventus Turin.

## Spielerkarriere

### Im Verein
Thiago Motta stammt aus einem Vorort von São Paulo und begann seine Fußballkarriere in den Jugendmannschaften des CA Juventus, in denen er als defensiver Mittelfeldspieler eingesetzt wurde. Im Sommer 1999 wurde Motta, damals 17 Jahre alt, vom FC Barcelona verpflichtet. Er spielte zunächst für zwei Jahre in der B-Mannschaft von Barça, ehe er am 3. Oktober 2001 sein erstes Spiel gegen den RCD Mallorca für die A-Mannschaft absolvierte. Aufgrund zahlreicher Verletzungen – 2004 begannen seine Probleme mit dem Knie – und der starken Konkurrenz im Mittelfeld mit Deco, Xavi, Andrés Iniesta und Edmílson konnte er sich nicht in der ersten Mannschaft des FC Barcelona durchsetzen. Dennoch gewann er mit den Blaugrana und Trainer Frank Rijkaard unter anderem zwei Meistertitel und 2005/06 die UEFA Champions League.
Zur Spielzeit 2007/08 wechselte Thiago Motta zu Atlético Madrid, kam unter Trainer Javier Aguirre aber nur zu sechs Spielen in der Liga. Aufgrund von Verletzungen am Knie wurde sein Vertrag im Sommer 2008 aufgelöst. Er wechselte daraufhin ablösefrei zum CFC Genua nach Italien. Für Genoa bestritt Thiago Motta unter Gian Piero Gasperini in der Saison 2008/09 27 Spiele in der Serie A und erzielte dabei sechs Treffer. Der Klub schloss die Saison als Tabellenfünfter ab und erreichte damit die beste Platzierung seit Rang vier in der Spielzeit 1990/91.
In der Sommerpause 2009 verpflichtete Inter Mailand Motta. Er unterschrieb einen Vierjahresvertrag bis zum 30. Juni 2014. Im Gegenzug wechselten Francesco Bolzoni, Leonardo Bonucci und Riccardo Meggiorini zum CFC Genua. Sein Serie-A-Debüt für Inter gab er am 23. August 2009 beim 1:1 im Heimspiel gegen die AS Bari. In seinem zweiten Pflichtspiel steuerte Motta im Derby della Madonnina einen Treffer zum 4:0-Sieg gegen die AC Mailand bei. Am 28. April 2010 traf er im Champions-League-Spiel gegen den FC Barcelona Sergio Busquets mit der Hand im Gesicht und wurde mit der Roten Karte vom Platz gestellt. Motta wurde für zwei Spiele gesperrt und fehlte somit am 22. Mai im Finale gegen den FC Bayern München.
In der Winterpause 2011/12 wechselte Motta zu Paris Saint-Germain. Dort war er unter Carlo Ancelotti und später unter Laurent Blanc bzw. Unai Emery zum unumstrittenen Stammspieler und einer der Säulen des Teams. Mit Paris gewann er insgesamt fünf Meistertitel in sechs Jahren und viermal den französischen Pokal. In der Champions League erreichte er mit Paris jedes Jahr zumindest die K.O.-Phase, scheiterte jedoch stets spätestens im Viertelfinale, wenn auch mitunter knapp wegen der Auswärtstorregel wie 2013 nach zwei Unentschieden gegen den FC Barcelona oder 2014 nach einem 3:1-Heimsieg und einer 0:2-Auswärtsniederlage gegen den FC Chelsea.

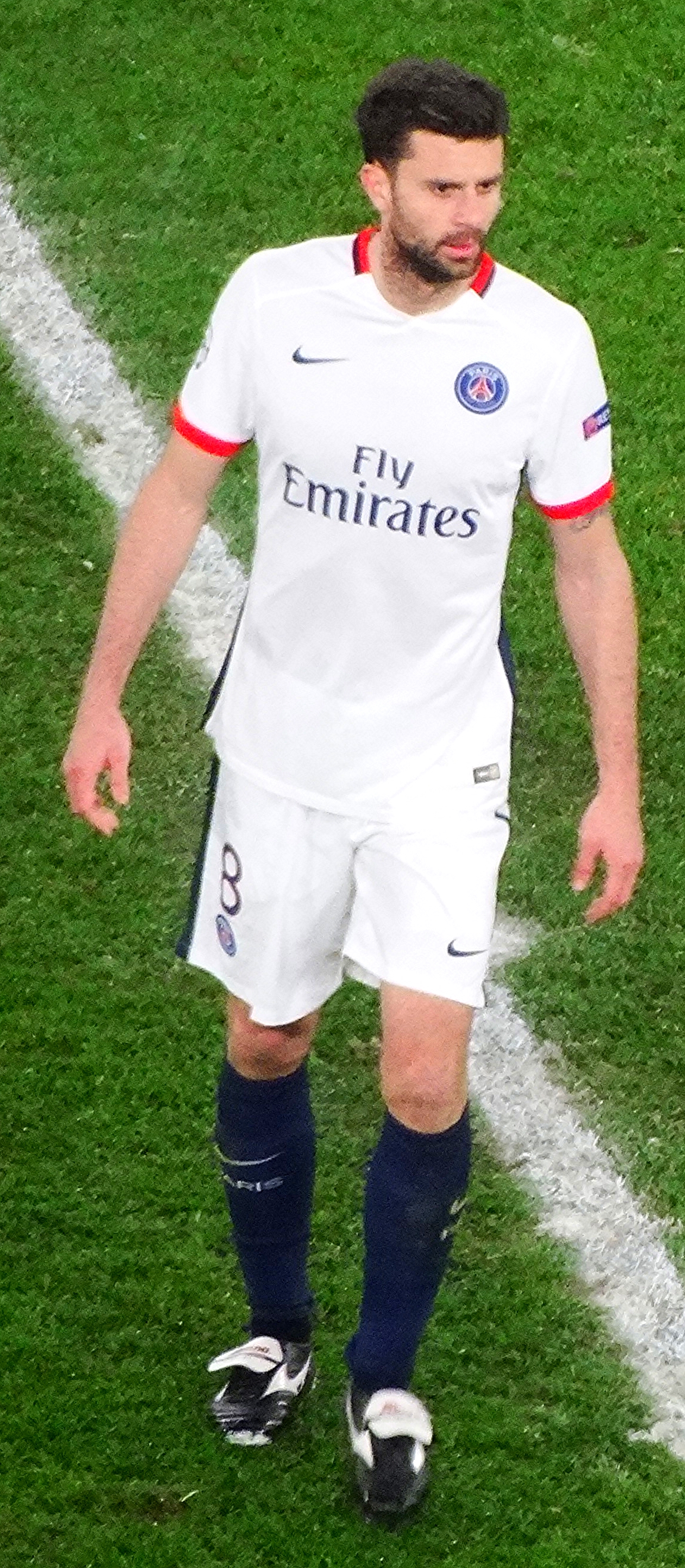
Motta bei Paris Saint-Germain (2016)

Im Sommer 2018 beendete Motta seine aktive Karriere und wurde Trainer der U19-Mannschaft von Paris Saint-Germain.

### In der Nationalmannschaft

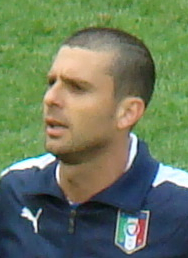
Motta mit Italien bei der Euro 2012

Sein Debüt für die brasilianische Nationalmannschaft gab Motta am 13. Juli 2003 unter Ricardo Gomes bei der 0:1-Niederlage gegen Mexiko während des CONCACAF Gold Cups.
Am 6. Februar 2011 wurde Thiago Motta von Cesare Prandelli für das Spiel am 9. Februar 2011 gegen die deutsche Nationalmannschaft in die italienische A-Nationalmannschaft berufen. Einen Tag später stimmte die FIFA Mottas Verbandswechsel zu, sodass er eingesetzt werden durfte. Begründet wurde dies damit, dass Motta de facto nur in einer brasilianischen U23-Auswahl gespielt hatte und aufgrund seines italienischen Großvaters, der nach Südamerika ausgewandert war, ein verwandtschaftlicher Grund für einen Wechsel der Nationalmannschaft bestand. Am 9. Februar 2011 debütierte Motta im Länderspiel in Dortmund gegen die deutsche Auswahl für Italien. In EM-Qualifikationsspiel gegen die slowenische Auswahl am 25. März 2011 erzielte er sein erstes und einziges Länderspieltor für Italien.
Nationaltrainer Prandelli berief Motta ins italienische 23-köpfige Aufgebot für die Fußball-Europameisterschaft 2012 in Polen und der Ukraine. In diesem Turnier erreichte Italien das Endspiel gegen Spanien, bei dem Motta in der 51. Minute beim Stand von 2:0 für Spanien für Riccardo Montolivo eingewechselt wurde. Nur vier Minuten später musste er wegen einer Zerrung in der Oberschenkel- und Gesäßmuskulatur den Platz wieder verlassen. Da Italien sein Wechselkontingent bereits ausgeschöpft hatte, spielten die Azzurri in Unterzahl weiter und verloren mit 0:4.
Bei der Fußball-Europameisterschaft 2016 in Frankreich wurde Thiago Motta von Antonio Conte in das italienische Aufgebot aufgenommen. In den ersten beiden Spielen gegen Belgien und Schweden kam er als Einwechselspieler zum Einsatz. Da vor dem Irland-Spiel der Gruppensieg bereits feststand, durfte er da einmal von Beginn an spielen. Im Achtelfinale gegen Spanien bekam er nach seiner Einwechslung seine zweite Gelbe Karte des Turniers und verpasste deshalb die nächste Runde. Italien schied im Viertelfinale gegen Deutschland aus. Nach der EM wurde Motta nicht mehr für die italienische Nationalmannschaft nominiert.

### Erfolge
Verein
FC Barcelona (2001–2007)
- Spanischer Meister: 2005, 2006
- Spanischer Supercupsieger: 2005
- Trofeo Ramón de Carranza: 2005
- UEFA-Champions-League-Sieger: 2006

Inter Mailand (2009–2012)
- Italienischer Meister: 2010
- Italienischer Pokalsieger: 2010, 2011
- Italienischer Supercupsieger: 2010
- UEFA-Champions-League-Sieger: 2010
- FIFA-Klub-Weltmeister: 2010

Paris St. Germain (2012–2018)
- Französischer Meister: 2013, 2014, 2015, 2016, 2018
- Französischer Pokal: 2015, 2016, 2017, 2018
- Französischer Ligapokalsieger: 2014, 2015, 2016, 2017, 2018
- Französischer Supercup: 2013, 2014, 2015, 2017, 2018

Nationalmannschaft
- Vize-Europameister: 2012

Auszeichnungen
- Team des Jahres der Serie A: 2011

## Trainerkarriere
Im Sommer 2018 beendete Motta seine aktive Karriere und wurde Trainer der U19-Mannschaft von Paris Saint-Germain. Am 22. Oktober 2019 wurde er Cheftrainer beim abstiegsbedrohten CFC Genua in der Serie A. Am 28. Dezember desselben Jahres wurde Motta nach sechs Punkten aus neun Meisterschaftsspielen und dem Abrutschen des Klub auf den letzten Tabellenplatz entlassen. Zur Saison 2021/22 wurde Thiago Motta Cheftrainer vom Serie-A-Klub Spezia Calcio. Er erreichte mit der Mannschaft mit dem 16. Tabellenplatz den Klassenerhalt. Mit Auslaufen seines Vertrages am Saisonende verließ Motta den Klub. Mitte September 2022 wurde er Cheftrainer des FC Bologna, bei dem er die Nachfolge des entlassenen Siniša Mihajlović antrat. Mit der Mannschaft erreichte Thiago Motta den neunten Platz in der Serie A 2022/23. In der Saison 2023/24 erreichte er mit dem FC Bologna das Viertelfinale in der Coppa Italia sowie Rang fünf in der Serie A, womit sich der Klub zum ersten Mal in der Vereinsgeschichte für die UEFA Champions League qualifizierte.
Im Juni 2024 unterschrieb Thiago Motta einen Vertrag beim italienischen Rekordmeister Juventus Turin, der bis zum 30. Juni 2027 Gültigkeit hat. Mit Saisonbeginn am 1. Juli 2024 wurde er Cheftrainer bei Juventus und Nachfolger des im Mai 2024 entlassenen Massimiliano Allegri. Am 23. März 2025 wurde er bei Juventus seiner Aufgabe enthoben, Nachfolger wurde Igor Tudor.

### Erfolge
- Trainer des Monats der Serie A (4): Januar 2022, Februar 2023, Februar 2024, März 2024